# Ellen Wester
Ellen Sofia Wester, mera känd under pseudonymen E. Weer, född 20 mars 1873 i Rejmyre, Östergötlands län, död 3 april 1930 i Vaxholm, var en svensk översättare och författare.
Wester gjorde en lång rad översättningar från slaviska och klassiska språk, bland annat verk av Eliza Orzeszkowa, Henryk Sienkiewicz, Dmitrij Merezjkovskij, Vikentij Veresajev, Marcus Aurelius, Platon och Erasmus av Rotterdam.
Hon medarbetade i tidskrifterna Ord och Bild, Samlaren och Dagny. 

### Översättningar
- Portugal / Rattazzi, Marie
- Joachims kärlek / Lières, Gabriele von
- Gymnastik och kärlek / De Amicis, Edmondo
- Den döda / Feuillet, Octave
- Adelskronan / Kraszewski, Józef Ignacy
- Straff / Serao, Matilde
- Mirtala / Orzeszkowa, Eliza
- Bydoktorn / Světlá, Karolína
- Skiftande öden / Gerard, Dorothea
- Bagateller / Coloma, Luis
- Ett svårt val / Alexander, Mrs (pseud. för Annie Hector)
- I de djupa dalarna / Orzeszkowa, Eliza
- Hanna och några andra berättelser / Sienkiewicz, Henryk
- Kärlek och affärer / Barr, Robert
- Mary Fenwick / Whitby, Beatrice
- Man kallar det kärlek / Moore, Frank Frankfort
- Vid Niemens stränder / Orzeszkowa, Eliza
- Mary Fenwicks dotter / Whitby, Beatrice
- Två poler / Orzeszkowa, Eliza
- Lifvets växlingar / Alexander, Mrs (pseud. för Annie Hector)
- Ofrälse / Orzeszkowa, Eliza
- De hvita husarerna / Pemberton, Max
- Hans hustru / Orzeszkowa, Eliza
- Ett förhastadt steg / Alexander, Mrs (pseud. för Annie Hector)
- Moderna argonauter / Orzeszkowa, Eliza
- Syndafloden / Sienkiewicz, Henryk
- Häxan / Orzeszkowa, Eliza
- Liksom en drömbild ... / Orzeszkowa, Eliza
- Polacker / Sienkiewicz, Henryk
- Ljusstrålar / Orzeszkowa, Eliza
- Den lille riddaren / Sienkiewicz, Henryk
- Kristus och Antikrist / Merežkovskij, Dmitrij Sergeevič
- Utan fäste / Sienkiewicz, Henryk
- Kalulu, prins, kung och slaf / Stanley, Henry Morton
- Kolteckningar och andra berättelser / Sienkiewicz, Henryk
- Korsriddarna / Sienkiewicz, Henryk
- Krigsnoveller / Liliencron, Detlev von
- Bartek segervinnaren / Sienkiewicz, Henryk
- Syster Gertrud jämte flera berättelser / Orzeszkowa, Eliza
- Spindelväf / Veresaev, Vikentij Vikentʹevič
- Tolstoj och Dostojevski som människor och konstnärer / Merežkovskij, Dmitrij Sergeevič
- Gästabudet / Orzeszkowa, Eliza
- På ärans fält / Sienkiewicz, Henryk
- Tolstojs och Dostojevskis religion / Merežkovskij, Dmitrij Sergeevič
- Borgare och plebejer / Merežkovskij, Dmitrij Sergeevič
- Eviga följeslagare / Merežkovskij, Dmitrij Sergeevič
- I kriget / Veresaev, Vikentij Vikentʹevič
- Gloria victis! / Orzeszkowa, Eliza
- Selim Mirza / Sienkiewicz, Henryk
- Gogol och djäfvulen / Merežkovskij, Dmitrij Sergeevič
- En moder / Orzeszkowa, Eliza
- Förtroliga samtal / Erasmus av Rotterdam
- Hvirflarna / Sienkiewicz, Henryk
- Tre samtal / Solovʹev, Vladimir Sergeevič
- Själfbetraktelser / Marcus Aurelius
- Vilddjurets rike / Merežkovskij, Dmitrij Sergeevič
- En familjekrönika / Aksakov, Sergej Timofeevič
- Fader Sergius och andra berättelser och dramer / Tolstoj, Lev Nikolaevič
- Den trogna floden / Żeromski, Stefan
- Tidens längtan / Girgensohn, Karl
- Gästabudet och några andra dialoger / Platon
- Min barndom / Gorʹkij, Maksim
- Renässansmänniskorna i Rom / Chłędowski, Kazimierz
- Barocktidsmänniskorna i Rom / Chłędowski, Kazimierz
- Trimalkios middag / Petronius Arbiter
- Rokokomänniskorna i Rom och Italien / Chłędowski, Kazimierz
- Säsongkärlek / Zapolska, Gabriela (pseud. för Maria G. Janowska)
- Balhjälten / Zapolska, Gabriela (pseud. för Maria G. Janowska)
- Ute i världen / Gorʹkij, Maksim
- Hovet i Ferrara / Chłędowski, Kazimierz
- Furstar och folk i Neapel / Chłędowski, Kazimierz
- Siena / Chłędowski, Kazimierz
- Bönderna / Reymont, Władysław Stanisław
- Livets fägring / Żeromski, Stefan
- Eld och aska / Żeromski, Stefan
- De sista Valois / Chłędowski, Kazimierz
- Bönderna / Reymont, Władysław Stanisław
- Bönderna / Reymont, Władysław Stanisław
- Bönderna / Reymont, Władysław Stanisław
- Jesusbarnet i Flandern / Timmermans, Felix
- Roms skövling / Morawski, Zdzisław
- Nionde thermidor / Aldanov, Mark Aleksandrovič
- Livets fröjder eller Pallieter - dagnjutaren / Timmermans, Felix
- Messias / Poljakov, Solomon Lʹvovič
- Eviga tankar i livets stora frågor
- De lyckliga och andra noveller / Reymont, Władysław Stanisław
- Pan Tadeusz eller sista nävrättsdusten i Litauen / Mickiewicz, Adam
- Cor ardens / Naživin, Ivan Federovič
- Kosackerna / Tolstoj, Lev Nikolaevič
- Sankt Helena, liten ö / Aldanov, Mark Aleksandrovič
- Messias / Merežkovskij, Dmitrij Sergeevič
- Källornas musik / Březina, Otokar
- Den förseglade ängeln / Leskov, Nikolaj Semenovič
- Gudarnas födelse / Merežkovskij, Dmitrij Sergeevič
- Den förtrollade vandringsmannen / Leskov, Nikolaj Semenovič
- Henrik VIII / Hackett, Francis
- Den gyllene friheten / Kossak, Zofia

## Priser och utmärkelser
- 1915 – Letterstedtska priset för översättningarna av Platons Gästabudet och några andra dialoger